# Wegekreuz Virneburg

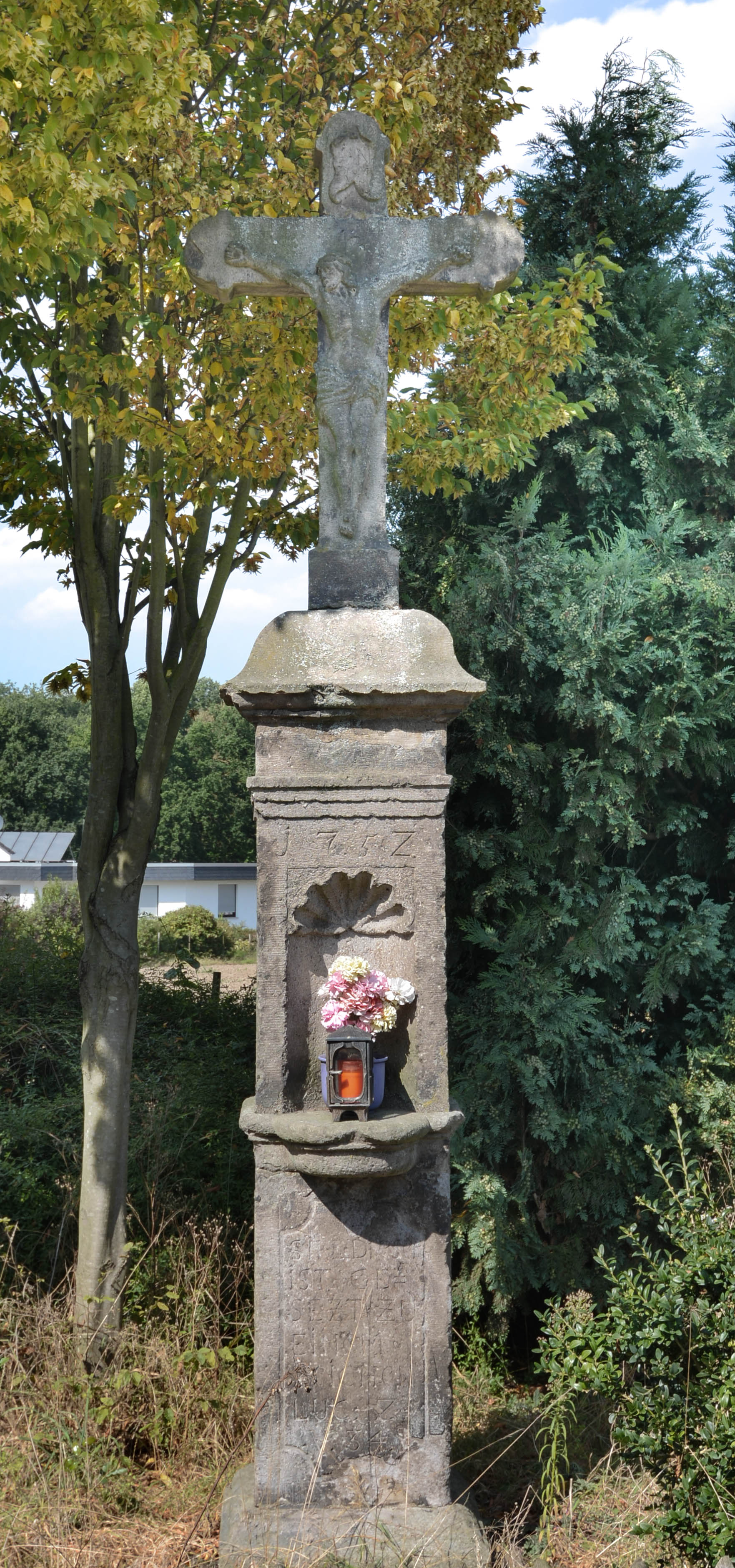
Wegekreuz Virneburg

Zum Wegekreuz Virneburg an der Alte Schulstraße in der Ortslage Virneburg in Langenfeld-Reusrath:
Unter der Nummer B 014 in der Denkmalliste, Az: 514-41-14.3 wird in der Gemarkung Reusrath, Flur 1, Flurstück 10 das Wegekreuz Virneburg an der Alte Schulstraße geführt. Das Wegekreuz steht an der Alte Schulstraße / Ecke Virneburgstraße gegenüber dem Gehöft Virneburg. Die Inschrift, heute durch Bewuchs nicht mehr zu erkennen, lautet: "1752SIHE DIESER IST GESETZT ZU EINEM ZEICHEN LUC2V.34".
Die Denkmalakte beschreibt das Kreuz mit: „Errichtet 1752, Kreuz mit Korpus auf dreiseitigem Sockel, Sandstein, mit Muschelnische“.